# L'onore dei Prizzi
L'onore dei Prizzi (Prizzi's Honor) è un film del 1985 diretto da John Huston. Il film, con protagonisti Jack Nicholson e Kathleen Turner, fu adattato da Richard Condon e Janet Roach dall'omonimo romanzo di Condon pubblicato nel 1982. La colonna sonora di Alex North adatta brani di Giacomo Puccini e Gioachino Rossini. Distribuito negli Stati Uniti il 13 giugno 1985 dalla 20th Century Fox, il film fu un successo di critica e di pubblico e fu candidato a otto premi Oscar, vincendo quello alla miglior attrice non protagonista assegnato ad Angelica Huston.

## Trama
Charley Partanna, caporegime e uomo fidato dell'anziano boss mafioso di Brooklyn Don Corrado Prizzi, al matrimonio di Letizia Prizzi nipote di Don Corrado, s'imbatte in Irene Walker, in apparenza un'ingenua e innocente consulente finanziaria ma in realtà una killer, rimasta coinvolta con suo marito Marxy Heller, in una gigantesca truffa ai danni della famiglia Prizzi al casinò di Las Vegas, dove rimase ucciso Louis Palo, uomo di fiducia di Dominic Prizzi.
Charley s'innamora perdutamente di Irene, contraccambiato, ma per un ordine di Dominic, suo superiore e figlio di Don Corrado, ne uccide il marito Marxy, reo d'aver architettato la truffa di Las Vegas. Malgrado ciò, Charley e Irene si sposano, ma gravi problemi interferiscono nella loro relazione: l'ipocrisia e la gelosia di Maerose, altra nipote di Don Corrado, ex fidanzata di Charley e ancora innamorata di lui e il cattivo rapporto di Charley con il padre di Maerose, Dominic, anziano, iracondo, ma sofferente figlio di Don Corrado, nonché suo vice, che si convince che Charley sia il vero artefice della truffa.
La situazione si complica irreversibilmente quando, in seguito a una truffa attuata dal direttore di banca Finley, falso nome dell'astuto azionista napoletano Rosario Filargi, questi viene abilmente fatto rapire da Charley per ordine di Don Corrado, per ricevere i soldi dell'assicurazione anti-rapimento, consapevole che il pagamento sarà effettuato dalla stessa assicurazione perché, come spiegato a Charley dalla stessa Irene, i soldi dell'assicurazione sono detraibili dalle tasse. Durante il blitz in casa del banchiere tuttavia Irene ucciderà una donna, dopo essere stata vista da questa uccidere la guardia del corpo di Finley, che viene tramortito e portato via da Charley e dai suoi uomini. La donna uccisa da Irene si rivela però la moglie di un capitano di polizia.
Gli agenti della polizia e dell'FBI bloccano quindi tutte le attività della mafia, pretendendo la consegna del colpevole, e questo causa un crescente malcontento che porta, dopo varie vicende, all'assassinio di Dominic da parte della famiglia rivale Bocca, nello sconcerto di Don Corrado e dell'altro figlio Edoardo. Charley dunque viene costretto dall'anziano boss, a eliminare Irene, in modo da accontentare la polizia e le famiglie rivali ed evitare una pericolosa guerra con queste. Charley senza via di scampo raggiunge la moglie che, intuendo l'agguato per l'improbabile richiesta di risarcimento accettata dal boss, tenta di precederlo sparandogli un colpo di pistola. Schivato il proiettile l'uomo reagisce lanciandole un coltello che la trafigge al collo, quindi ne lascia il cadavere dentro la sua automobile. Scosso per l'accaduto, ma riaccettato nella famiglia dopo questa prova di lealtà, Charley prende le redini della famiglia Prizzi e torna dalla vecchia fiamma Maerose.

## Produzione
Mentre John Huston dirigeva il suo film precedente, Sotto il vulcano, inviò una copia del romanzo di Condon a John Foreman, con il quale aveva già girato tre film. Secondo un articolo del Daily Variety del 19 settembre 1984, Huston non era interessato alla proprietà per se stesso, ma credeva che Foreman avrebbe voluto lavorarci. Foreman scritturò Anjelica Huston e Jack Nicholson (all'epoca fidanzati), e fece scrivere a Condon una prima sceneggiatura. Un'amica di John Huston, Janet Roach, fu coinvolta come collaboratrice nelle successive bozze della sceneggiatura. Foreman tornò da Huston, che "fu inserito nel progetto perché conosceva tutti i soggetti coinvolti". Per il film fu stanziato un budget di 16 milioni di dollari.
In un'intervista del 2010 con Tony Tracy, Anjelica Huston dichiarò che suo padre aveva scelto la sua ex segretaria, Ann Selepegno, per interpretare Amalia Prizzi, sebbene un'attrice esperta, Julie Bovasso, fosse interessata al ruolo. Bovasso non apparve nel film, ma fu elencata nella troupe come "istruttrice di dialetto / consulente tecnica" e in seguito fu descritta da Huston come "la voce del film". Secondo un articolo di The New Yorker del 15 ottobre 1984, al primo incontro di produzione, Huston disse al suo cast e alla sua troupe riuniti che stava "cercando un suono" e che Bovasso glielo avrebbe dato. Nell'intervista di Tracy, Anjelica Huston riferì che l'intero cast parlò con l'accento italoamericano di Brooklyn di Bovasso e che molti di loro, incluso Nicholson, rimasero nel personaggio per tutta la produzione. Nel primo incontro di produzione Huston sottolineò che tutti i personaggi del film sarebbero stati introdotti nella prima scena, una sequenza di nozze. Huston chiese che William Hickey fosse vestito con un abito troppo grande per enfatizzare l'aspetto rinsecchito del Don. Secondo lo stesso articolo, alcune parti del film furono girate a Brooklyn e presso Le Bel Age Hotel vicino al Sunset Boulevard a Los Angeles.
In un articolo di Film Comment del maggio-giugno 1985, Nicholson affermò di aver creato un "piccolo dispositivo" che lo aiutava a "parlare in modo divertente". Secondo l'osservazione di Nicholson, gli italiani tengono fermo il loro labbro superiore quando parlano. Disse che "una piccolezza del genere può darti la spina dorsale di un personaggio". Sebbene Nicholson non abbia divulgato al giornalista di Film Comment la sua tecnica per ottenere questo effetto, Anjelica Huston riferì nell'intervista di Tracy che Nicholson si mise della carta velina sotto il labbro.
Un articolo del Press-Telegram del 7 luglio 1987 riportò che Rocco Musacchia, sospettato di appartenere a una famiglia di criminalità organizzata a New York secondo le dichiarazioni dell'FBI, fu assunto come consulente tecnico per il film. Quando gli fu chiesto di Musacchia, Foreman dichiarò che egli "lavora sulla maggior parte dei film girati a New York come una sorta di contatto locale. Sa come muoversi a Brooklyn".

## Distribuzione

### Data di uscita
Le date di uscita internazionali sono state:
- 13 giugno 1985 negli Stati Uniti
- 8 agosto in Argentina (El honor de los Prizzi)
- 6 settembre in Svezia (Prizzis heder)
- 28 settembre in Giappone
- 9 ottobre in Spagna (El honor de los Prizzi)
- 12 ottobre in Italia
- 31 ottobre nei Paesi Bassi
- 4 novembre in Danimarca (Familiens ære)
- 15 novembre nel Regno Unito
- 29 novembre in Finlandia (Prizzin kunnia)
- 12 dicembre in Australia
- 19 dicembre in Portogallo (A Honra dos Padrinhos)
- 8 gennaio 1986 in Francia (L'honneur des Prizzi) e Grecia (Η τιμή των Πρίτζι)
- 30 gennaio in Germania Ovest (Die Ehre der Prizzis)
- 13 marzo in Uruguay (El honor de los Prizzi)
- 25 aprile in Irlanda
- 1º maggio in Brasile (A Honra do Poderoso Prizzi)
- 29 maggio in Messico (El honor de la familia Prizzi)
- 30 agosto in Corea del Sud
- 14 agosto 1987 in Germania Est
- agosto 1991 in Unione Sovietica (Честь семьи Прицци)
- 13 ottobre 1994 in Ungheria (A Prizzik becsülete)

### Edizione italiana
Il doppiaggio italiano del film fu eseguito dal Gruppo Trenta e diretto da Renato Izzo su dialoghi di Elettra Caporello; i personaggi italoamericani vennero caratterizzati con un accento siciliano.

### Edizioni home video
Il film fu distribuito in VHS e Laserdisc in America del Nord nel 1986 dalla Vestron Video, mentre in Italia fu pubblicato in VHS nel settembre 1988 dalla De Laurentiis Ricordi Video e nell'ottobre 1991 dalla Panarecord.
L'8 novembre 2001 il film fu distribuito in DVD-Video in Italia dalla CVC su licenza Dall'Angelo Pictures; il film era presentato in 16:9 letterbox ed erano inclusi come extra una videobiografia di Anjelica Huston e un contributo testuale intitolato "I segreti di Kathleen Turner e Jack Nicholson". Lo stesso DVD fu ristampato il 9 marzo 2005 dalla DNC. Il 16 settembre 2003 la MGM Home Entertainment distribuì il film in DVD in America del Nord; nel DVD era possibile vedere il film in formato 4:3 pan and scan o in 16:9 letterbox.
Kino Lorber ha distribuito il film in DVD e Blu-ray Disc in America del Nord il 29 agosto 2017. L'edizione BD ha ricevuto aspre critiche, soprattutto a causa del trasferimento che presenta una pesante grana, rumore video, aloni e colori smorzati, risultando in un'immagine poco definita; inoltre, l'unico contenuto speciale incluso in entrambe le edizioni è un commento audio degli storici Howard S. Berger e Nathaniel Thompson.

## Accoglienza

### Incassi
Il film esordì al quarto posto al botteghino domestico nel suo primo fine settimana di programmazione, sotto Rambo 2 - La vendetta, I Goonies e Fletch - Un colpo da prima pagina, incassando 4234537 $; al termine della programmazione il film registrò un incasso totale domestico di 26657534 $, risultando quindi un successo finanziario.

### Critica
L'onore dei Prizzi fu giudicato in modo positivo dalla maggior parte della critica. L'86% delle recensioni raccolte dal sito Rotten Tomatoes è positivo, con un voto medio di 7,12 sulla base di 35 recensioni. Sul sito Metacritic il film ha un voto medio di 84 su 100, sulla base di 16 recensioni.
Sheila Benson, scrivendo per il Los Angeles Times, descrisse il film come "Il mistero del falco ambientato a Brooklyn e realizzato come un'opera italiana" e "una storia d'amore clamorosamente comica con basi che fanno riflettere", affermando che "è una commedia ricca e densa in cui Huston (...) mostra un occhio giocoso ma attento verso l'amore, la lealtà familiare e l'unione di un matrimonio felice – in stile siciliano". Gene Siskel scrisse sul Chicago Tribune: "State attenti a come viene raccontata questa storia, a come ha un sottotesto serio per le sue apparentemente assurde vicende. Non ha una risata convenzionale ogni minuto, ma contiene un delizioso momento cinematografico in ogni minuto". Inoltre lodò la regia di Huston e i protagonisti, pur criticando l'accento di Nicholson. Vincent Canby, su The New York Times, scrisse che il film "fa a Il padrino ciò che Joseph Andrews di Henry Fielding ha fatto a Pamela, o la virtù premiata di Samuel Richardson. Individua il centro delirantemente comico all'interno di ogni sentimentalismo. Il melodramma è un giro senza fiato sulle montagne russe attraverso una piccola parte del sogno americano che ha tutti gli aspetti di una casa degli specchi, ma una in cui gli scheletri che saltano fuori sono ancora abbastanza freschi". Su The New Yorker Pauline Kael scrisse che il film "ha un tono comico maturo e audace. Si crogiola voluttuosamente nei metodi omicidi dei membri di una famiglia della mafia di Brooklyn e si rallegra delle loro truffe. È come Il padrino recitato da I mostri. Jack Nicholson nei panni dell'uomo medio Charley, esecutore del clan, è il punto di riferimento del film: questa è una commedia barocca di persone che si comportano in modo ordinario in circostanze grottesche, e ha il succo della follia familiare di tutti i giorni". Roger Ebert scrisse per il Chicago Sun-Times che il film "marcia come un orologio strano e cupo fino alla sua implacabile conclusione, e per metà del tempo si ride. Questa è la commedia più bizzarra in molti mesi, un film così oscuro, così cinico e così divertente che forse solo Jack Nicholson e Kathleen Turner avrebbero potuto avere una faccia seria durante le scene d'amore. (...) John Huston ha diretto questo film subito dopo Sotto il vulcano dello scorso anno, e quale altro regista avrebbe potuto mettere quei due di seguito? È uno dei suoi film migliori, forse perché l'ha fatto con gli amici. (...) Insieme hanno preso una strana trama, popolata di personaggi accuratamente rovinati e trasformato L'onore dei Prizzi in un tesoro".
Una recensione più tiepida venne invece da Bill Cosford del Miami Herald, che scrisse: "Qualcuno coinvolto ne L'onore dei Prizzi (...) senza dubbio pensa che sia una bella satira, una commedia così nera che ci farà contorcere tutti. Non c'è altra spiegazione per i lunghi periodi di tempo che il film trascorre a "girare al minimo" tutto quel potenziale potere, non andando da nessuna parte". Dave Kehr scrisse per il Chicago Reader che "Huston deve aver concepito questo adattamento di Richard Condon come una commedia nera e campale nella tradizione de Il tesoro dell'Africa e La saggezza nel sangue, ma la performance inaspettatamente eccentrica di Jack Nicholson lo spinge verso l'arrogante arbitrarietà del suo Verso il sud. (...) Huston si oppone al materiale, sottostimando la situazione grottesca fino a quando non si trasforma in una parodia dei problemi della coppia lavoratrice media, ma il ritmo è così lugubre che le risate non si materializzano mai. Come al solito, Turner lavora sodo e riesce a dare una certa convinzione a una parte scritta in modo scadente, ma non riesce a connettersi con Nicholson, il cui cupo gigionismo lo lascia isolato su qualche altro pianeta".

## Riconoscimenti
- 1986 – Premio Oscar[18]
  - Miglior attrice non protagonista ad Anjelica Huston
  - Candidato per il miglior film a John Foreman
  - Candidato per la miglior regista a John Huston
  - Candidato per il miglior attore a Jack Nicholson
  - Candidato per il miglior attore non protagonista a William Hickey
  - Candidato per la miglior sceneggiatura non originale a Richard Condon e Janet Roach
  - Candidato per i migliori costumi a Donfeld
  - Candidato per il miglior montaggio a Rudi Fehr e Kaja Fehr
- 1986 – Golden Globe[19]
  - Miglior film commedia o musicale
  - Miglior regista a John Huston
  - Miglior attore in un film commedia o musicale a Jack Nicholson
  - Migliore attrice in un film commedia o musicale a Kathleen Turner
  - Candidato per la migliore attrice non protagonista ad Anjelica Huston
  - Candidato per la Migliore sceneggiatura a Richard Condon e Janet Roach
- 1986 – British Academy Film Awards[20]
  - Migliore sceneggiatura non originale a Richard Condon e Janet Roach
  - Candidato per la Migliore attrice non protagonista a Anjelica Huston
- 1986 – Boston Society of Film Critics Award[21]
  - Miglior film in lingua inglese
  - Miglior attore a Jack Nicholson
  - Migliore attrice non protagonista ad Anjelica Huston
  - miglior regista a John Huston
- 1986 – Artios Awards[22]
  - Miglior film commedia ad Alixe Gordin
- 1986 – Directors Guild of America Award[23]
  - Candidato per il miglior film cinematografico a John Huston
- 1986 – Nastro d'argento
  - Candidato per il regista del miglior film straniero a John Huston
  - Candidato per il migliore attore straniero a Jack Nicholson
- 1986 – Kansas City Film Critics Circle Awards[24]
  - Miglior attrice non protagonista ad Anjelica Huston
- 1985 – Los Angeles Film Critics Association Award[25]
  - Miglior attrice non protagonista ad Anjelica Huston
  - Candidato per la miglior sceneggiatura a Richard Condon e Janet Roach
  - Candidato per il miglior attore non protagonista a William Hickey
- 1985 – National Board of Review Awards[26]
  - Miglior attrice non protagonista ad Anjelica Huston
  - Migliori dieci film
- 1986 – National Society of Film Critics Awards[27]
  - Miglior attore a Jack Nicholson
  - Miglior attrice ad Anjelica Huston
  - Miglior regista a Jonh Huston
  - Candidato per il miglior attore non protagonista a William Hickey
  - Candidato per la migliore sceneggiatura a Richard Condon e Janet Roach
  - Candidato per il miglior film
- 1986 – New York Film Critics Circle Awards[28]
  - Miglior film
  - miglior regista a John Huston
  - Miglior attore protagonista a Jack Nicholson
  - Miglior attrice non protagonista a Anjelica Huston
- 1985 – Mostra internazionale d'arte cinematografica di Venezia[29]
  - Ciak d'oro per il miglior film a John Huston
  - Candidato al Leone d'oro al miglior film a John Huston
- 1986 – Writers Guild of America Award[30]
  - Miglior sceneggiatura non originale a Richard Condon e Janet Roach